# 拉頓 (加利福尼亞州)
拉頓（英語：Laton）是位於美國加利福尼亞州弗雷斯諾縣的一個人口普查指定地區。

## 地理
拉頓的座標為36°26′00″N 119°41′12″W / 36.43333°N 119.68667°W，而該地最高點為海拔高度79米（即259英尺）。

## 人口
根據2010年美國人口普查的數據，拉頓的面積為5.017平方千米，當中陸地面積為5.017平方千米，而水域面積為0.000平方千米。當地共有人口1824人，而人口密度為每平方千米363人。